# Cantone di Flogny-la-Chapelle
Il Cantone di Flogny-la-Chapelle era una divisione amministrativa dell'arrondissement di Avallon.
È stato soppresso a seguito della riforma complessiva dei cantoni del 2014, che è entrata in vigore con le elezioni dipartimentali del 2015.
Comprendeva i comuni di:
- Bernouil
- Beugnon
- Butteaux
- Carisey
- Dyé
- Flogny-la-Chapelle
- Lasson
- Neuvy-Sautour
- Percey
- Roffey
- Sormery
- Soumaintrain
- Tronchoy
- Villiers-Vineux